# Турнус-Дарре
Турну́с-Дарре́ (фр. Tournous-Darré, окс. Tornós Darrèr) — коммуна во Франции, находится в регионе Юг — Пиренеи. Департамент — Верхние Пиренеи. Входит в состав кантона Три-сюр-Баиз. Округ коммуны — Тарб.
Код INSEE коммуны — 65448.

## География

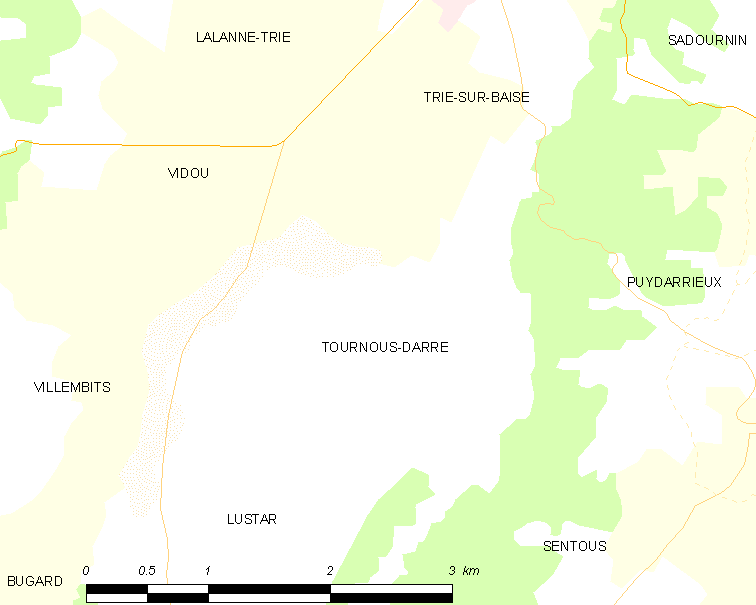
Карта коммуны

Коммуна расположена приблизительно в 640 км к югу от Парижа, в 95 км западнее Тулузы, в 25 км к востоку от Тарба.
По территории коммуны протекает река Баиз.

## Климат
Климат умеренно-океанический с солнечной тёплой погодой и обильными осадками на протяжении практически всего года.

## Население
Население коммуны на 2010 год составляло 81 человек.
| 1962 | 1968 | 1975 | 1982 | 1990 | 1999 | 2010 |
| ---- | ---- | ---- | ---- | ---- | ---- | ---- |
| 103  | 102  | 102  | 102  | 78   | 76   | 81   |

## Администрация
| Период | Период | Фамилия    | Партия | Примечания |
| ------ | ------ | ---------- | ------ | ---------- |
| 2001   | 2020   | Жоэль Дазе |        |            |

## Экономика
В 2010 году среди 42 человек трудоспособного возраста (15-64 лет) 28 были экономически активными, 14 — неактивными (показатель активности — 66,7 %, в 1999 году было 73,8 %). Из 28 активных жителей работали 26 человек (16 мужчин и 10 женщин), безработных было 2 (1 мужчина и 1 женщина). Среди 14 неактивных 1 человек был учеником или студентом, 8 — пенсионерами, 5 были неактивными по другим причинам.